# Pròsper de Bofarull i Mascaró
Pròsper de Bofarull i Mascaró   (Reus, 31 d'agost de 1777 - Barcelona, 29 de desembre de 1859) fou un arxiver i historiador català.

## Biografia
Fill de Francesc de Bofarull i Miquel (Reus 1737 - 1791), d'ascendència noble, i de Teresa Mascaró Sales. Per iniciativa paterna, va iniciar-se molt aviat en els estudis, amb l'aprenentatge de llatí i retòrica de mans d'un preceptor eclesiàstic particular que poc temps després va aconseguir que fos admès com a seminarista al Col·legi Tridentí de Tarragona. Continuarà els seus estudis, a la Universitat de Cervera, on cursarà dos anys de Filosofia i tres de Lleis, encaminant la seva carrera cap a la formació Jurídica. El 1798, accedeix a la Universitat d'Osca, on rebrà el grau de batxiller, llicenciat i doctor en Lleis amb els màxims honors i aconseguint la càtedra de Digest.
L'any següent, amb 22 anys, i després de treballar com a passant a Reus, es traslladarà a Madrid (on també feia de passant), i obtindrà el títol de Abogado de los Reales Consejos. El 1802 esdevindrà l'advocat de la Real Chancillería de Valladolid. En declarar-se la Guerra d'Independència contra la França de Napoleó I, fuig de Madrid i s'estableix a Cadis, on, a més d'exercir la seva professió, ocuparà diversos càrrecs d'importància, entre els quals en destaquem el de jutge (al maig de 1810) i el d'Alcalde Mayor de la Isla de León.
Acabada la guerra i gràcies a les bones relacions amb Madrid és nomenat, el 22 d'abril de 1814, Arxiver de l'Arxiu de la Corona d'Aragó (ACA) amb seu a Barcelona, i el 1818 obté la consideració de director de l'Arxiu, amb plenitud de funcions.
D'aquesta manera podem dividir en tres parts la seva tasca al front de l'Arxiu de la Corona d'Aragó. La primera etapa d'arxiver, historiador i director de 1814 a 1823; la segona de 1824 a 1840, on tenim el gruix de la seva obra i la tercera, només com a director, de 1844 a 1849.

### Els inicis a l'Arxiu de la Corona d'Aragó (1814-1823)
Abans que res, cal destacar l'enorme esforç organitzatiu, de classificació i sobretot de revalorització que va fer de l'arxiu atès l'estat d'abandonament en què es trobava quan va accedir al càrrec. Malgrat això però, va aconseguir grans progressos mitjançant la creació de sèries bàsiques de pergamins, registres, lletres reials i processos de la cancelleria, per ordre cronològic, que estimà més adequat que la distribució originària per armaris.
I no només això, també va fer augmentar els fons de l'Arxiu de la Corona d'Aragó, amb la incorporació de la documentació dipositada en diversos armaris repartits per 4 sales del Palau de la Diputació de Barcelona on els arxius medievals de la Generalitat de Catalunya, també havien caigut en un oblit institucional total a més d'implantar un nou reglament per a l'arxiu, que superava àmpliament el de 1754.
Es va casar amb 36 anys a Cadis, el 17 de març de 1815 amb una noia de la família Sartorio que havia conegut durant la seva obligada estada a Cadis per causa de la guerra del Francès. El fruit d'aquest matrimoni va ser un fill, Manuel de Bofarull i Sartorio que, anys després, continuaria la seva tasca al capdavant de l'ACA. El 1816 va recuperar documentació del dipòsit dels papers de la Junta Superior del Principat i de la Casa de la Moneda. El 1822 fou comissionat de la Comisión para la Recuperación de las Bibliotecas y Archivos de los Conventos y Monasterios Desamortizados, juntament amb Llobet i Vall llosera i Yáñez i Girona per a recollir els milers de documents, còdexs i llibres dels ordes religiosos extints i salvà una bona part dels manuscrits dels monestirs de Ripoll i de Sant Cugat del Vallès.
Amb les noves incorporacions van crear noves seccions: Generalitat, Ordes religiosos, Junta Suprema de Catalunya, etc. Durant la seva època, l'arxiu va ser un centre d'intercanvi històric amb altres països europeus.
També va iniciar la Colección de Documentos Inéditos de la Corona de Aragón (CODOINACA), donant a conèixer molts documents antics de l'Arxiu i fins i tot es va encarregar de proporcionar a l'arxiu una seu més adient, el Palau del Lloctinent i un personal més ben preparat per a les tasques pròpies d'un arxiu.
Acceptat com a membre de l'Acadèmia de Bones Lletres de Barcelona el 26 d'abril de 1820, seria elegit president dos anys més tard. L'any 1821 és nomenat per l'Ajuntament de Barcelona com a Jurat del tribunal que havia de jutjar el delictes d'impremta a Barcelona, on la Diputació Provincial, un any més tard, el promocionaria per a tota Catalunya. Aquell mateix any, fou proposat com a membre de la junta que hauria de fer els treballs previs per a la planificació de la Universitat Literària de Barcelona.
L'any 1823, va ser destituït del seu càrrec, quan un subaltern seu a l'arxiu, va caure en gràcia al General Espoz i Mina i aquest li va concedir el favor d'Archivero de la Corona de Aragón. Bofarull es va presentar al general amb les claus de l'Arxiu així com tots els títols i els de la resta de treballadors i veient el general la temprança de Bofarull el va fer cridar l'endemà i va trencar davant seu el nomenament del subaltern de tal forma que Bofarull va recuperar el seu càrrec.

### L'època més fecunda (1824-1840)
Gràcies a la seva feina i personal tenacitat i perseverança, va poder publicar un bon nombre de treballs històrics i d'edicions erudites, d'entre els quals cal destacar una obra fonamental, justificada amb novíssimes fonts i escrita amb exemplar mètode històric, el llibre Los condes de Barcelona vindicados (1836), dedicat a Ferran VII, i els primers disset volums de la Colección de documentos inéditos del Archivo General de la Corona de Aragón (1847-1859), continuada pel seu fill i successor Manuel de Bofarull i de Sartorio (1816-1892) i que finalment constarà de 42 volums.
Aquesta obra, avui ja superada, va obrir les portes a la investigació seriosa sobre els sobirans catalans i va aportar nombroses dades desconegudes fins llavors. Amb els any però s'ha demostrat incompleta, provocant errors cronològics i de context encara que això no li treu cap mèrit.
L'historiador i filòleg medievalista Antonio Ubieto Arteta va afirmar que Pròsper de Bofarull i Mascaró havia falsificat el Llibre del Repartiment de València descartant diversos assentaments que es referien a repobladors aragonesos, navarresos i castellans i de moltes altres «nacions» per donar més importància a la participació catalana. Aquesta acusació ja ha estat àmpliament desmentida perquè les modificacions que es mostren van ser fetes a mitjans de segle xiii, a més del fet que aquestes modificacions no van afectar en molts casos a la publicació del text final ni tenien cap biaix territorial.

### El final d'una era (1844-1849)
Pràcticament al final de la seva etapa com a Director, fou destituït per la Junta del Gobierno de Barcelona el 9 d'octubre de 1840, si bé el 1844, el Governador Antonio Gil de Zárate el confirma novament en aquest càrrec. Es va jubilar voluntàriament el 30 d'octubre de 1849 essent succeït pel seu fill Manuel Bofarull i Sartorio (Barcelona 1816-1892) que va ser també un notable arxiver, erudit i historiador.
Amb la desaparició de Pròsper de Bofarull i Mascaró va acabar l'edat daurada de l'A.C.A. Gràcies a la seva tasca al capdavant de l'arxiu, la institució va recuperar tot l'esplendor manllevat durant tant de temps per la falta de professionalitat dels seus predecessors, la falta de manteniment de les instal·lacions i sobretot la falta d'implicació personal. Pròsper de Bofarull i Mascaró va aconseguir capgirar la situació i fins i tot va crear les condicions perquè els seus successors continuessin la seva tasca, el primer dels quals el seu propi fill, que va exercir com a director de l'A.C.A, durant el període de 1850-1892, pràcticament des de la mort del seu pare.
Publicà importants fonts de l'arxiu, col·laborà en l'edició de cort i parlaments projectada per l'Academia de la Historia de Madrid. Finalment va morir a Barcelona el 1859. El seu retrat a l'oli fet pòstumament per Claudi Lorenzale es troba a la seu de l'Arxiu de la Corona d'Aragó. La ciutat de Reus l'ha distingit com a fill il·lustre de la ciutat.
També a Reus, des del segle xix i en reconeixement de la seva persona, hi ha un carrer que porta el seu nom, A la placa commemorativa podem llegir: A l'arxiver i historiador Pròsper de Bofarull i Mascaró (Reus, 1777 - Barcelona, 1859), oncle, protector i col·lega d'Andreu i Antoni de Bofarull i de Brocà. Aquesta via, perpendicular al Mercat Central, comunica el carrer de Prat de la Riba amb el passeig de Mata. Als números 7-11 hi ha les naus de l'antiga fàbrica de Licors Massó, seu del Centre d'Art Cal Massó.

## Principals obres
- Tabla Cronológica de los condes soberanos de Barcelona, con el facsímil de sus respectivas firmas y signos autógrafos. Y Arbol genealógico de los condes de Barcelona y de los reyes de España, considerados como tales que se alcanzan hasta Fernando VII.Barcelona: Imprenta de J. Oliveres y Monmany,1856.
- Colección de documentos inéditos del archivo general de la corona de Aragón,1856.
- Los Condes de Barcelona Vindicados, y Cronología y Genealogía de los Reyes de España Considerados Como Soberanos Independientes de Su Marca. Barcelona: Imprenta de Juan Oliveres y Monmany, 1836. 2 volums
- Procesos de las antiguas cortes y parlamentos de Cataluña, Aragón y Valencia, custodiados en el Archivo General de la Corona de Aragón, y publicados de Real Órden por su Cronista D. Próspero de Bofarull y Mascaró. Barcelona: en el establecimiento litográfico y tipográfico de D. José Eusebio Monfort, 1847-1851. 8 volums.
- Fèlix Fluralbo, pseudònim de Pròsper de Bofarull i Mascaró, Reflecsiones sobre los perjuicios que ocasionaria á algunas provincias de España y en particular á Cataluña la traslacion de sus archivos á Madrid que propuso la comisión de Cortes en su dictamen y minuta de decreto presentado á las mismas en 19 de marzo de 1814, Barcelona: Imprenta de José Torner, 1821, 7 pàgs.
- Colección de cartas y papeles acerca de la antigua Cartago, Vetula española, 1837.

### Cartes
- Cartes manuscrites de Pròsper de Bofarull i Mascaró adreçades a la seva dona i el seu fill on expressa en to familiar les inquietuds que l'assetgen en el dia a dia.
  - Carta d'1 de juliol de 1822
  - Carta de 2 de maig de 1823
  - Carta de 31 d'agost de 1840
  - Màximes cristianes
- A Reus, de manera pòstuma, ha estat publicada la seva correspondència amb Pròsper Mérimée (E. Martínez Ferrando. Próspero de Bofarull y Próspero de Merimée. Reus: Associació d'Estudis Reusencs, 1954), amb Salvador de Brocà i de Bofarull (Josep Iglésies. L'Epistolari de Pròsper de Bofarull a Salvador de Brocà. Reus: Associació d'Estudis Reusencs, 1960) i Fra Roc d'Olzinelles.

## Honors, distincions i càrrecs
- Corresponent de la Real Academia de Historia
- Advocat de la Real Chancillería de Valladolid (1802)
- Arxiver de l'Arxiu de la Corona d'Aragó (1814)
- Director de l'A.C.A. (1818)
- Numerari de la Reial Acadèmia de les Bones Lletres de Barcelona (26/04/1820)
- President de la Reial Acadèmia de les Bones Lletres de Barcelona (1822)
- Acadèmic de la Mallorquina de Literatura
- Medalla de les Antiguitats i les Belles Arts (9/12/1837)
- Secretari de Ferran VII (09/02/1816)
- Creu del Comendador d'Isabel La Católica (27711/1838)
- Cavaller de la Reial Orde de la Legió d'Honor francesa (25/04/1847)